# Ivan Krstitelj Machiedo stariji
Ivan Krstitelj Machiedo stariji (u izvorima na talijanskom: Giovanni Battista "Titta" Machiedo) (Hvar (grad), 2. siječnja 1775. – 2. srpnja 1851.), hrvatski odvjetnik, sudac, lokalni dužnosnik. Djed istoimenog unuka. Bio je član raznih povjerenstava na lokalnoj i pokrajinskoj razini za mletačke, francuske i austrijske vlasti, obnašatelj raznih počasnih dužnosti u zavičaju, pisao pjesme (na tal.), najzaslužniji za utemeljenje Kazališnog društva u Hvaru

## Životopis
Rodio se je 1775. godine. Sve nauke završio je u rodnom Hvaru, privatno. Učili su ga generalni i kaptolski vikar hvarske biskupije Marko Dobrošić, čovjek od povjerenja biskupa Ivana Dominika Stratika te dominikanac Dominik Rosignoli koji mu je predavao filozofiju. Pravo je naučio kod dr Jurja Bučića, odvjetnika u Hvaru. Ivan Krstitelj je studirao na Pravnom fakultetu na padovskom sveučilištu. Studij je upisao 1793. godine. Doktorirao je građansko i crkveno pravo. Brzo je došao do naslova doktorata, sa samo 18-ak godina, jer je studij bio samo formalnost, jer je dobre osnove stekao ranije.
Hvar mu je 1798. podijelio općinsko plemstvo, no Napoleonova osvajanja i dolazak Francuza na vlast donio je ukidanje tog statusa, koji mu carska Austrija nije htjela obnoviti nakon što joj je Hvar pripao 1813. godine, osim u rijetkim slučajima. Premda je za Napoleona ostao bez plemićkog naslova, obnašao je za francuske vlasti sudačke dužnosti na Prizivnom sudu u Zadru te mirovni u Hvaru, jer je bio čovjek od povjerenja dalmatinskog providura Vicenza Dandola.
Bio je nasljednik velikog imanja, a odvjetničko zanimanje kojim se je bavio do kraja života učinilo ga je još većim veleposjednikom. Oženio se Marijanom Almerigotti, kćerju koparskog plemića Giuseppea i Antonije Konzulić iz Boke. Imali su sedmero djece, od kojih su neki također bili ugledni građani svog kraja.